# Itapagé (navio)
O Itapagé foi um navio brasileiro, utilizado no transporte de carga e de passageiros, torpedeado pelo submarino alemão U-161, em 26 de setembro de 1943, no litoral do estado de Alagoas.
De propriedade da Companhia Nacional de Navegação Costeira, foi a trigésima-terceira embarcação atacada durante a guerra. Por ocasião ataque, no qual morreram 22 pessoas, era comandado pelo Capitão-de-Longo-Curso Antônio da Barra que sobreviveu ao torpedeamento.

## O navio e sua história
O Itapagé era um navio misto, construído no estaleiro Société des Chantiers de Normandie, em Ruão, na França, e lançado em novembro de 1927, sob encomenda da Companhia Nacional de Navegação Costeira, uma próspera armadora nacional de propriedade privada fundada em 1882.
Pertencia à famosa classe de navios, denominados popularmente como "Itas", os quais faziam serviço de cabotagem, transportando cargas e passageiros de norte a sul do Brasil, na primeira metade do século 20, e que tinham nomes iniciados sempre pela sílaba "ita", termo oriundo do tupi, que entra na composição de muitas palavras e topônimos brasileiros, cujo significado é pedra ou metal. Itapagé, no caso, significa pedra do feiticeiro.
Dos navios brasileiros torpedeados, o Itapagé era mais parecido com o Araraquara, navio da "Classe Ara/Araranguá" – esta sim, bem mais padronizada –, possuindo 4.998 toneladas de arqueação bruta, distribuídas em um casco de aço de 119,7 metros de comprimento por 15,9 metros de largura, e um calado de 7,41 metros. Era propelido por dois motores de combustão interna a diesel, fabricados pela empresa Chantiers de Penhoët, de Saint-Nazaire, acoplado a duas hélices, com potência nominal de 714 HP e velocidade máxima de 14 nós. Além dos motores principais, também possuía  máquinas a vapor do tipo Triple Expansion Engine, localizadas a bombordo dos motores diesel.

## O Afundamento
O navio zarpara do Rio de Janeiro, na manhã do dia 22 de setembro, com destino final em Belém, com 2 mil caixas de cerveja, 30 mil panelas, remédios, perfumes, pneus, dois caminhões, além de barris de óleo diesel e de ácido muriático, totalizando 600 toneladas de carga a bordo, e 107 pessoas a bordo entre passageiros e tripulantes, comandados pelo Capitão-de-Longo-Curso Antônio da Barra.
Na tarde do dia 26 de setembro, dez minutos antes das duas horas (18:50, pelo Horário da Europa Central), quando navegava sem escolta a cerca de oito milhas da costa do estado de Alagoas, na altura da Lagoa Azeda, 60 km ao sul de Maceió, o navio, depois de ser perseguido por várias milhas pelo submarino alemão U-161, comandado pelo Capitão-de-Corveta Albrecht Achilles, foi finalmente atingido por dois torpedos que lhe atingiram a meia nau, pelo lado boreste (estibordo), na altura do porão nº 2. A explosão fez um grande buraco no casco do navio que, incontinenti, começou a adernar para o mesmo lado da explosão e foi ao fundo em quatro minutos.
A evacuação do barco foi feita na mais perfeita ordem, apesar da urgência e rapidez do naufrágio, que poderia arrastar todos os homens durante o mergulho. Devido ao pânico causado pela explosão, apenas dois botes e duas balsas foram baixadas ao mar. Também não foi possível emitir um SOS, pois a sala de telégrafo, alvo preferido dos "u-boot" nas interceptações, foi destruída. O imediato foi pego pela explosão e morreu quando correu para seu quarto.
"Quando me dei conta do que se passara, não pensei duas vezes: atirei-me ao mar e, nadando desesperadamente, tentei afastar-me o mais rápido possível, procurando fugir da sucção que era produzida pela imersão do navio e que poderia arrastar-me para o fundo. Após, muito tempo, avistei uma baleeira que procurava recolher os náufragos e navegava na direção do continente.", declarou um dos sobreviventes.
Assim que o navio afundou, o "u-boot" emergiu a cerca de cem metros de distância dos destroços e, logo a seguir, surgiram homens na torre de comando, os quais tiraram algumas fotos dos náufragos. Pouco depois, e sem sinal de hostilidade, mergulhou para ressurgir novamente a cerca de 500 metros de distância, de onde tomou o rumo leste e então desapareceu.
Com o apoio dos dois botes salva-vidas disponíveis, todos os sobreviventes dispersos na água foram recolhidos. Alguns jangadeiros e pescadores da região acudiram em socorro às vítimas, que estavam em dificuldades em vencer a rebentação, uma vez que o mar estava muito agitado.
Os sobreviventes foram levados para São Miguel dos Campos, onde receberam primeiros-socorros, comida e roupas secas da população local. Mais tarde, foram levados para Maceió onde 22 feridos precisaram ser internados em hospitais. No dia seguinte, o tripulante Domingos Silva Santos, que havia sobrevivido ao torpedeamento do Arabutã, um ano e meio antes, não resistiu aos ferimentos e morreu no hospital da Santa Casa, sendo sepultado no mesmo dia. No dia 29, o maquinista Antônio José dos Santos também faleceu no hospital. No total, 22 pessoas (18 tripulantes e quatro passageiros) morreram no ataque.
O U-161 não teve tempo para comemorar o seu 20º torpedeamento, uma vez que ele foi localizado a acerca de 200 quilômetros da Praia do Conde, na Bahia e afundado no dia 27 de setembro por cargas de profundidade lançadas por um PBM Mariner do esquadrão VP-74 da Força Aérea norte-americana. Não houve sobreviventes destes os 53 homens de sua tripulação.

## Exploração submarina
De todos os navios brasileiros afundados, o Itapagé foi o mais bem explorado por mergulhadores e tornou-se ponto de atração turística, sendo constantemente visitado.
Por ter sido afundado relativamente próximo à costa, está a apenas 25 metros de profundidade, em uma região de águas claras, o que permite a visão da embarcação desde a superfície. O local de naufrágio deu origem a um local de mergulho, propício à pesca submarina e à observação de espécies.
Os restos da embarcação estão dispostos corretamente no fundo do mar, adernados para boreste. A proa, intacta, está apoiada pela quilha, e, espalhadas ao redor do navio, jazem grande parte das garrafas e pneus que o navio carregava.
Apresenta características úteis para fotografia tanto dos destroços como das espécies marinhas que o frequentam, das quais predominam as barracudas, alguns com até dois metros, e as arraias.
Boa parte do que foi retirado do interior do navio - basicamente peças de serviço de bordo (talheres, copos, xícaras e pratos) - foi doada, em 1996, ao Departamento de Museu do Serviço de Documentação da Marinha, no Rio de Janeiro. Devido ao longo tempo de exposição sob a água, tais peças, apesar de um cuidadoso trabalho de reconstituição e de manutenção, se mostram muito frágeis, esfarelando-se e perdendo a consistência se tocadas.